# Whip
Whip è un termine inglese che in politica designa il membro di un gruppo parlamentare incaricato di tenere i collegamenti tra il leader del partito e il gruppo stesso, assicurando, in particolare, che i suoi componenti siano presenti quando ci sono le votazioni alla camera e votino secondo le direttive del partito.

## Etimologia
In inglese whip significa "frusta": l'uso nel linguaggio politico deriva dalla tradizione della caccia alla volpe, dove un assistente del cacciatore ha il compito di tenere insieme la muta dei cani usando il frustino.

## Funzioni
Il whip assicura la disciplina di partito, il che è particolarmente importante nelle votazioni parlamentari sulle quali il Governo chiede alla sua maggioranza sostegno.
Una funzione analoga a quella del chief whip è svolta in Germania dal Parlamentarischer Geschäftsführer.

## Nellakoinéparlamentare anglosassone
Apparso per la prima volta nel Regno Unito, il termine è attualmente usato, oltre che nel parlamento britannico, in quelli dei paesi che lo hanno preso a modello, quali il Canada, gli Stati Uniti d'America, la Malaysia, l'Irlanda, l'Australia e la Nuova Zelanda. Negli ordinamenti che seguono il sistema Westminster ogni gruppo parlamentare ha un chief whip che può essere coadiuvato da deputy chief whip, whip e assistant whip, secondo prassi che variano da un paese all'altro. La Camera dei rappresentanti e il Senato degli Stati Uniti hanno un majority whip e un minority whip, rispettivamente per il partito di maggioranza e per quello di minoranza.
Nella Camera dei Comuni britannica il chief whip del partito al governo è solitamente nominato Parliamentary Secretary to the Treasury (Segretario parlamentare del Tesoro), carica ormai priva di effettive funzioni che, però, gli consente di far parte del Gabinetto. I deputy chief whip e i whip del partito di governo sono solitamente nominati Treasurer of HM Household (Tesoriere della Casa di Sua Maestà), Comptroller of HM Household (Controllore della Casa di Sua Maestà), Vice-Chamberlain of HM Household (Vice-ciambellano della Casa di Sua Maestà) o Lord Commissioner of the Treasury (Lord Commissario del Tesoro): sono tutte cariche governative ormai prive di effettive funzioni, finalizzate ad assicurare loro una retribuzione. Cariche analoghe sono attribuite al chief whip, ai deputy chief whip e ai whip del partito di governo nella Camera dei Lords.
In altri paesi che seguono il sistema Westminster il ruolo di chief whip del partito di maggioranza può essere attribuito ad un ministro senza portafoglio (come accade a volte in Canada), essere unito a quello di leader della camera (come avviene usualmente a Trinidad e Tobago) o essere attribuito ad un esponente del partito che non ricopre alcuna carica governativa (come avviene in Australia). Nel Governo scozzese la figura del Cabinet Secretary for Parliamentary Business and Government Strategy unisce le funzioni che in altri ordinamenti sono svolte dal leader della camera e dal chief whip del partito di maggioranza.